# Bruno ze Schauenburga
Bruno ze Schauenburga (niem. Bruno von Schauenburg; ur. ok. 1205, zm. 1/17 lutego 1281 w Kromieryżu) – szlachcic i duchowny katolicki niemieckiego pochodzenia, biskup ołomuniecki w latach 1245–1281. Był jednym z głównych doradców i dyplomatów królów czeskich: Wacława I, a zwłaszcza Przemysła Ottokara II, dla którego był „prawą ręką”. Jako biskup w historii Moraw zapisał się dzięki kolonizacji i zakładaniu wielu nowych miejscowości.

## Życiorys
Pochodził ze starego północnoniemieckiego rodu szlacheckiego Schaumburgów, którego gniazdem rodowym był zamek Schauenburg, nad rzeką Wezerą koło miasta Rinteln w Dolnej Saksonii, około 50 km na południowy zachód od Hanoweru. Urodził się około 1205 roku jako trzeci syn holsztyńskiego i schauenburskiego hrabiego Adolfa III. Pełnił wiele funkcji kościelnych. W 1229 został proboszczem kapituły katedralnej w Lubece i kanonikiem kapituły w Magdeburgu. W 1236 był proboszczem w Hamburgu, a w 1238 został wybrany proboszczem w Magdeburgu. Jednakże jego oponent w tych wyborach został ranny, a oskarżony Bruno uciekł. W dodatku magdeburski arcybiskup ekskomunikował go. Bruno udał się jednak do Rzymu i uzyskał u papieża odpuszczenie. W 1244 r. papież Innocenty IV mianował go kapłanem papieskim. 20 września 1245 r. ten sam papież mianował go biskupem ołomunieckim. Zakończyło to rozliczne spory dotyczące wyboru tamtejszego biskupa. Konsekrowany na biskupa został w 1247. Tego roku biskupa zaakceptował również król czeski Wacław I. Szczególną przychylność króla biskup Bruno zyskał po tym, jak stanął po stronie Wacława w jego sporze z synem Przemysłem a później przyczyniając się do pogodzenia ojca z synem.
W sprawach kościelnych biskup Bruno aktywnie starał się o reformę kościelnej administracji. Odnawiał stare i ustanawiał nowe dekanaty. Zwoływał synody, ustanawiał nowe urzędy kościelne. Zajmował się również majątkiem kościelnym. Blisko starej osady założył nowe miasto Kromieryż z zamkiem. Po pożarze katedralnego kościoła św. Wacława w Ołomuńcu w 1265 odnowił go w stylu gotyckim.
Uważany jest za pioniera kolonizacji średniowiecznych Moraw, zaludniał dotąd niezamieszkane obszary, głównie w części środkowej (Wyżyna Drahańska) i na północy Moraw (obszary pomiędzy Odrą i Ostrawicą – zob. państwo hukwaldzkie ziemię opawską). Na przykład w jego liście z 1267 r. po raz pierwszy wzmiankowana została Ostrawa (Morawska). Oprócz wspomnianego zamku w Kromieryżu założył też zamki Mírov, Blansek, Fulštejn, Šaumburk i inne. W 1267 r. na wzgórzu Hradisko nad doliną Dolnej Beczwy rozpoczął budowę zamku Rožnov i założył – będącą jego podgrodziem – wieś Rožnovec (dzisiejszy Rožnov pod Radhoštěm). Zamek ten stał się ośrodkiem powstałego wówczas rożnowsko-krasneńskiego „państwa” feudalnego. Przyczynił się także do założenia miasta Uherské Hradiště oraz nazwanego jego imieniem miasta Brušperk. Najprawdopodobniej jego imieniem nazwano też miasto Braniewo na Warmii (niem. Braunsberg). Długo uchodził za „germanizatora” Moraw. Z opinią taką nie zgadzała się m.in. Libuše Hrabová, która po analizie źródeł, przypisała wiele lokacji jego ministeriałom, a nie jemu samemu. Mieli oni przybyć za biskupem jako drobni rycerze, chłopów miało za nim przybyć dużo mniej, nowo zakładane osady były raczej mieszane.
Po śmierci króla Wacława biskup został doradcą i dyplomatą młodego króla Przemysła Ottokara II, jak również podporą królewskiej władzy na Morawach (król był równocześnie morawskim margrabią). W latach 1254–1255 i 1267–1268 towarzyszył królowi w wyprawach krzyżowych do Prus. Wraz z królem biskup Bruno starał się u papieża o podniesienie biskupstwa ołomunieckiego do rangi arcybiskupstwa, a także o założenie dwóch nowych biskupstw w Prusach, które miałyby być mu podporządkowane. Dla króla Przemysła zyskał Styrię, gdzie w latach 1262–1269 pełnił funkcję hetmana. Udało mu się wynegocjować małżeństwo króla z Kunegundą, wnuczką króla węgierskiego Beli IV. Wspierał w kurii papieskiej króla Przemysła w jego staraniach o rzymską królewską koronę. Często stawał też w szeregach wojsk króla Przemysła, co wówczas nie było jeszcze wśród duchownych niczym nadzwyczajnym. W 1276 r. przekonał króla Przemysła Ottokara II, by ten wstawił się w Wiedniu u Rudolfa Habsburskiego.
W bitwie pod Suchymi Krutami biskup Bruno już jednak nie uczestniczył. Po porażce Przemysła Ottokara II złożył hołd Rudolfowi. Ten powierzył mu administrację północnych Moraw. W 1279 biskup Bruno wyświęcił na biskupa praskiego Tobiasza z Bechyně. Bruno ze Schauenburga zmarł w roku 1281. Pochowany został przed głównym ołtarzem w kościele św. Maurycego w Kromieryżu, który sam założył.